# ルチアーノ・パヴァロッティ
ルチアーノ・パヴァロッティ（Luciano Pavarotti、1935年10月12日 - 2007年9月6日）は、イタリアのオペラ歌手。声域はテノール。
「神に祝福された声」「キング・オブ・ハイC（二点ハの王者）」「イタリアの国宝」と評された豊麗な美声、申し分ない声量、明晰な発音、輝かしい高音が魅力の、20世紀後半を代表するオペラ歌手の1人。
プラシド・ドミンゴ、ホセ・カレーラスと共に三大テノールとしても知られる（3人の中でパヴァロッティが最年長）。

## 経歴

### 生い立ち
イタリアのモデナ生まれ。父親はパン焼職人の傍ら、アマチュアのテノール歌手としても活動していた。同郷で同い歳のソプラノ歌手、ミレッラ・フレーニとは同じ乳母によって育てられた。師範学校を卒業後、声楽を学ぶ。

### 初舞台
1961年にレッジョ・エミーリアの声楽コンクールで優勝し、同年4月29日、同地の市立劇場で『ラ・ボエーム』のロドルフォ役を歌い、オペラの初舞台を踏んだ。この役はその後彼の十八番となり、1963年にはウィーン国立歌劇場とロンドンのロイヤル・オペラ・ハウス（コヴェント・ガーデン）に、1964年にはミラノ・スカラ座にそれぞれロドルフォを歌ってデビューを飾っている。1964年にはオペラ・アリア集をデッカ社に録音、レコード・デビューも果たす。

### 世界的名声
1965年2月、マイアミでジョーン・サザーランドと『ランメルモールのルチア』に出演してアメリカデビューを果たした。1967年、サザーランドとその夫の指揮者リチャード・ボニングと共演のベッリーニ作曲「ベアトリーチェ・ディ・テンダ」全曲盤でオロンベッロを歌い、初めて歌劇全曲盤録音に参加（デッカ）。1968年、やはりロドルフォでニューヨークのメトロポリタン歌劇場にもデビュー。
パヴァロッティが世界的名声を不動のものとしたのは1972年2月17日にメトロポリタン歌劇場でドニゼッティの『連隊の娘』に出演したときで、パヴァロッティはトニオ役のアリアでハイC（「二点ハ」音）を9回苦もなく歌ってのけ、聴衆を熱狂させたのである。輝かしい高音を持つリリック・テノールとして彼は名声を確立し、「キング・オブ・ハイC」という異名をとるに至った（このニックネームは彼が録音したアリア集の題名に由来する）。
きらめく高音で一世を風靡する一方、パヴァロッティは軽やかな美しさと共に強い響きもそなえた声質を生かし、レパートリーの拡充を計画。1970年に録音でリッカルド（ヴェルディの『仮面舞踏会』）に挑戦したのを皮切りに、より劇的な歌唱を必要とされるスピント系諸役へと進出し、高い評価を得た。その後、声質が重く変化していく（このため高音の輝かしさには翳りがでた）につれスピント系の役を増やし、ヴェリズモ時代までの歌劇をレパートリーに加えている。
パヴァロッティは完璧さを求めるあまりに、公演をドタキャンすることもしばしばあり、「キャンセルの王様」とまで揶揄されるようになっていた。有名なシカゴ・リリック・オペラでは、パヴァロッティは8年の間に41回の公演のうち実に26回をキャンセルし、このため激怒した同オペラの支配人から1989年に永久出入り禁止を言い渡された。

### 幅広い活動
パヴァロッティはしばしばテレビに出演して大衆的な名声を得た。1977年3月には、『ライブ・フロム・メト』という番組に初めて出演してロドルフォを歌い、それまでにテレビで放送されたオペラ上演中最大級の視聴者を魅了した。
1990年代、パヴァロッティは野外コンサートをしばしば開き、多くの聴衆を集めたことでも知られる。1991年7月30日ロンドンのハイド・パークで行われた最初のコンサートはテレビで放送され、公園の歴史上初のクラシック演奏会となり、15万人という記録的な人数の聴衆を動員した。1993年6月にはニューヨークのセントラル・パークの大庭園で行われたパヴァロッティの演奏会には50万人が集まり、テレビでもさらに数百万人がこれを視聴した。続いて9月にはパリのエッフェル塔の下でコンサートを開催、推定30万人を集めた。
また、同じオペラ界の実力者であるドミンゴ、カレーラスとともに行った「三大テノール」としての活動は広く知られている。演奏会のCDやビデオテープの売上げはプレスリーやローリング・ストーンズを超えている。2001年にパヴァロッティはケネディ・センター名誉賞を受賞した。
パヴァロッティは1997年にパリで事故死したイギリスのダイアナ妃と親しく、世界の地雷除去のための寄付もした。ダイアナ妃の葬儀で歌うよう依頼された時は、「悲しくてとても歌うことはできない」と辞退した。
2004年3月、69歳でニューヨークのメトロポリタン歌劇場において『トスカ』のカヴァラドッシ役を演じた。これを最後にオペラ上演からは引退。また同年より、世界中を巡る引退ワールド・ツアーを開始（東京からスタート）。
2005年12月、台北でコンサートを行う。これが最後のコンサートになる。

### 来日公演
1971年、NHKイタリア歌劇団の一員として初来日、リゴレットのマントヴァ公爵を歌い、聴衆の一人が感激のあまり舞台に上り彼に抱き着き、話題を呼んだ。1975年、メトロポリタン・オペラの一員としてラ・ボエームのロドルフォを披露。1977年、単身来日、リサイタルとオペラ・アリア・コンサート。1989年、東京ドームと大阪城ホールで公演。1993年1月、横浜アリーナでコンサート。1996年6月29日、「パヴァロッティ&フレンズ」戦争で傷ついた子供たちのために、エリック・クラプトン。3大テノール東京国立競技場を皮切りに世界ツアー。￥75,000の高額チケットが話題に。2002年、3大テノール、横浜アリーナ公演、最後の3大テノール公演に。2004年引退ワールド・ツアーを東京から開始。

### 最後のステージ
2006年のトリノオリンピックの開会式では『トゥーランドット』の「誰も寝てはならぬ」を歌い、オリンピックに花を添えたが、これがパヴァロッティにとって人生最後のステージとなった。
しかしのちに、このトリノ五輪でのパフォーマンスは実際には生演奏ではなく1週間前に録音された物であったと、パヴァロッティの旧来の友人でありこのステージでも指揮を務めた指揮者のレオーネ・マジエラがその著書『Pavarotti Visto da vicino（近くで見たパヴァロッティ/日本未出版）』の中で明かした。
レオーネはその中で「オーケストラは、聴衆のために演奏する振りをしました。私は指揮をする振りをしました。また、ルチアーノは歌う振りをしました。その効果は素晴らしかった」と述べている。この件について日本のニュースでは録音であった事が明かされたというその事実のみが端的に伝えられたが、直後の個人のブログやネット上の掲示板の書き込みなどではこの書籍がいわゆる暴露本の類としての扱いを受ける事も多く、しばしば著者に対して批判的な反応が見られた。
またマネージャーであったテリー・ロブソンは、当時70歳のパヴァロッティ自身が「2月の夜遅くに零下の寒空の中で歌う事は困難であろう」とオリンピック委員会の招待を何度か断ったのだが、最終的には委員会があらかじめ歌のパートをレコーディングするようパヴァロッティを説得したと述べている。

### 死去
その後同年6月に膵臓がんが見つかり手術を受けたが、2007年9月6日に腎不全のためモデナの自宅で死去した。71歳没。同年9月8日、モデナの大聖堂で葬儀が行われ、プローディイタリア首相、アナン前国連事務総長、ボノ（U2）やアンドレア・ボチェッリら著名人が参列し、市民約10万人も集まり弔意を表した。

## レパートリー
パヴァロッティは元来、リリコ・レッジェーロ（叙情的で軽やかな表現に適した声質）と呼ばれる声質のテノールである。先述のようにデビュー後名声を築いていった1960年代は、高音が最大限に映えるドニゼッティ、ベッリーニなどのいわゆる“ベル・カント・オペラ”がレパートリーの中核をなし、これらの作品の上演、録音により、パヴァロッティは世界有数のテノールという評価を確立した。当時のパヴァロッティのレパートリーにおいて、ヴェルディなどベル・カント以降の作品も高音が特に必要とされる役が多くを占めていた。
やがて1970年代以降、パヴァロッティは劇的なスピント系の役に進出していく。一例としてヴェルディ作品を見ると、60年代にパヴァロッティがヴェルディ作品で歌った役は高音を必要とする3つの役だったが、前記のリッカルドや、1975年にはマンリーコ（『トロヴァトーレ』）、1981年にはラダメス（『アイーダ』）にそれぞれ挑戦、1991年には演奏会形式で、古今の歌劇の中でも特に重厚な歌唱を要求される『オテロ』（同名作品）を歌い、1992年に歌った『ドン・カルロ』（同名作品）までの挑戦を経て、彼の歌ったヴェルディ諸役は13に増えた（そのうち12のヴェルディ作品については録音している）。
パヴァロッティがスピント系の役をレパートリーに加えていくに当たって、元来スピント系の声質でないことに由来する劇性の不足を補う意図から、アクセントの強調などを歌唱に取り入れていく様になった。このある種の誇張が後輩歌手たちにも影響があったといわれており、賛否のあるところである。
録音では初録音以来デッカ・レコードと長く信頼関係を築いており、デッカ・レコードの歌劇録音には欠かせない看板歌手として親しまれ、レパートリーの殆んどを同社に録音している。
三大テノールの中ではもっとも恰幅のいい体型だが、それだけにネモリーノ（『愛の妙薬』）における喜劇性、マントヴァ公爵（『リゴレット』）やリッカルド（『仮面舞踏会』）における権力者としての側面など、純二枚目に収まらない要素が必要とされる役柄には無類の強みを発揮した。名を成してのちはほぼイタリアオペラに専心したが、唯一のドイツオペラに『ばらの騎士』歌手役がある。

## 家族
1961年に結婚したアドゥア夫人との間に娘をもうけたが後に離婚、その後アシスタントのニコレッタ・マントヴァーニ（Nicoletta Mantovani）と結婚、双子を授かったが一人だけ生まれた。マントヴァーニは2015年12月現在、フィレンツェ市の副市長を務め、何度も来日経験がある。

## エピソード
- 「パヴァロッティは楽譜が読めない」というまことしやかな噂があったが、本人は「オーケストラ総譜はほとんど読めないけど、テナーとピアノ（伴奏）のパート譜なら完璧に読めるよ」と語っていた[4]。
- 地元モデナに本拠を置くフェラーリの限定車「F40」を購入する際に、すでに購入予約は閉め切られていたにもかかわらず、妻がフェラーリに電話し購入することができたが、その恰幅のよさゆえに「納車しても車内に入れないのではないか」と言われた。
- 広告にはあまり出演することがなかったが、1996年には日本航空のビジネスクラスのテレビCMにホセ・カレーラスとプラシド・ドミンゴとともに出演した。
- パヴァロッティは1982年に一度だけ映画イエス・ジョルジョ（日本未公開）に主演したが、自伝の中でこの映画への出演を「人生最大の失敗だった」と語っている。
- オペラ以外のコンサートなどで左手に持つ白いハンカチは、汗を拭くため、気分を良くするためのまじないとして持っていたものである。
- 晩年は眉毛をそれと分かるほどはっきりと描いていた。
- ロン・ハワード監督、ドキュメンタリー映画『パヴァロッティ 太陽のテノール』が2019年製作された。

## 賞歴
- 1983年 - プライムタイム・エミー賞
- 2001年 - ナンセン難民賞
- 2001年 - ケネディ・センター名誉賞
- 2020年 - みうらじゅん賞

## 栄典
- レジオンドヌール勲章
- イタリア共和国功労勲章[5]